# Octavian Zegreanu
Octavian Gr. Zegreanu (n. 17 octombrie 1938, Dej, județul Cluj, România - d. 30 ianuarie, 2004, Cluj-Napoca, România), biolog, toxicolog, poet, scriitor român.
Diplomat Universitar al Facultății de Biologie, Universitatea Babeș – Bolyai Cluj-Napoca (1962), Licențiat în Drept, Universitatea Babeș – Bolyai Cluj-Napoca (2002), Doctor în Științe, Universitatea Babeș – Bolyai Cluj-Napoca (2002), Specialist Toxicolog Principal Gradul III (2002). Membru al Uniunii Scriitorilor din România, filiala Cluj.

## Date biografice
Octavian Grigore Zegreanu s-a născut pe data de 17 octombrie 1938, în Dej din județul Cluj ca fiu al lui Aurel Grigore Zegreanu, magistrat și scriitor, membru al Asociației Scriitorilor Români din Ardeal și care în guvernarea Goga – Cuza, a fost președinte al Comitetului Interimar al județului Someș și mai apoi primar al orașului Dej. Judecător al Tribunalului Cluj și mai apoi judecător șef al Tribunalului Dej. Fratele tatălui fiind Emil Grigore Zegreanu medic primar neurolog în București, Membru al Uniunii Scriitorilor din România. 
Urmează studile liceale la Liceul „Andrei Muresanu” din Dej, urmate de studii universitare de biologie și mai apoi de drept, încununate cu un doctorat în Științe. A ocupat funcția de Șef al Laboratorului Central din cadrul Policlinii II din Cluj-Napoca. Din familia au mai făcut parte profesorul Teofil Bugnariu, fratele mamei, istoric literar și etnograf, poet, traducător, membru al Asociației Scriitorilor Români din Ardeal, redactor șef la revista „Patria”, Cluj-Napoca; „Societatea de Mâine”, Cluj-Napoca, „Tribuna”, Cluj-Napoca.
Se căsătorește cu Doina Ferședi, profesor de geografie gradul I, director de școală timp de 32 de ani, cu care are doi copii, o fată Nana care este profesoară și bibliotecară la Casa Corpului Didactic din Cluj-Napoca și un băiat Iustinian medic specialist neurolog, medic specialist medicină de familie, doctor în științe medicale, poet, publicist, membru al „Societății Medicilor Scriitori și Publiciști din România”.
Debutul literar în volum colectiv de debut „Alfa 87”, Editura Dacia, Cluj-Napoca (1987).
Este fondatorul Cenaclului Literar al Cadrelor Medicale „Iuliu Hațieganu” din Cluj-Napoca, în anul 1978, fiind președintele acestui cenaclu până în anul 2003.

## Volume publicate
- Amfore stelare, Editura Ciprian, Cluj-Napoca, cu prefață de Valentin Tașcu și postfață de Petru Poantă, (1991.)
- Iubește clipa de față, Editura Argus, Cluj-Napoca, cu prefață de Marin Oprea, (1994).
- Trei „Z”, Editura Carpatica, Cluj-Napoca, cu o prefață de Vasile Lechințan (volum bilingv român – maghiar)(1996).
- Pe scara unui gând, Editura Gloria, Cluj-Napoca, cu o prefață de Constantin Cubleșan, (2000).

## Volume colective
- Iuliu Hațieganu – Din istoria Medicinei, Tipografia I.M.F. Cluj-Napoca, cu o prefață de G.N. Ionescu, (1985).
- Omagiu Victor Papilian – culegere de evocări, comentarii, mărturisiri, comunicări, Tipografia I.M.F. Cluj-Napoca,cu o prefață de G.N. Ionescu, (1988).
- Imagini, Editura și tipografia UMF, Cluj-Napoca, cu o prefață de Cornel Udrea, (1990).
- Și pentru noi, Casa de editură Dokia, Cluj-Napoca, cu o prefață de Radu Crețu, (1995).
- Într-o vreme, Casa de editură Dokia, Cluj-Napoca, cu o prefață de C. D. Zeletin, (1995).
- Pe undeva, Editura Casa Cărții de Știință, Cluj-Napoca, cu o prefață de Crișan Mircioiu, (1997).
- Pe masa de lucru, Editura Motiv, Cluj-Napoca, cu o prefață de Călin Manilici, (2000).
- Epigrame medicale românești, Editura Casa Cărții de Știință, Cluj-Napoca, cu o prefață de Florea Marin, (2000).
- Clujeni ai secolului XX, Editura Casa Cărții de Știință, Cluj-Napoca, cu o prefață de Tiberiu Iancu, (2000).
- Din arhivele unui cenaclu, Editura Casa Cărții de Știință, Cluj-Napoca, (2002).

## Apariții în volume colective (grupaje de versuri și articole)
- Almanahul Unirea, Alba (1973)
- Cântarea României, Cluj-Napoca (1977)
- Arc peste timp, Editura didactică și pedagogică, București (1977)
- Eternul patriei, Cluj-Napoca (1978)
- Almanah Conducere, Informatică, Decizie, Creativitate, Cluj-Napoca (1978), (1979) și (1980)
- Semnul că nu cunoaștem eclipsa, București (1978)
- Laudă patriei, Turda (1979)
- Arhivă de cenaclu, Cluj-Napoca (1979)
- Caiet „Medalion Eminescu”, Cluj-Napoca (1979)
- Decada Culturii clujene, Cluj-Napoca (1980)
- Clujul literar artistic (almanah al Asociației Scriitorilor din Cluj), Cluj-Napoca (1981)
- Almanahul Tribuna, Cluj 1957-1982, Cluj-Napoca (1982)
- Cărări spre oameni, Cluj-Napoca (1983)
- Clujul literar artistic (almanah al Asociației Scriitorilor din Cluj), Cluj-Napoca (1983)
- Enigma cheii de argint (almanah al Asociației Scriitorilor din Cluj), Cluj-Napoca (1985)
- Al II-lea război mondial în documente și literatură (almanahul revistei Steaua), Cluj-Napoca (1985)
- Prezențe literare someșene, Dej (1987)
- Omagiu patriei, culegere de versuri, București (1987)
- Caiet cu poeți, Editura Mesagerul, Cluj-Napoca (1996)
- Poeți clujeni contemporani, Editura Ana, Cluj-Napoca (1997)
- Pe undeva, Editura Casa Cărții de Știință, Cluj-Napoca (1997)
- Dicționar de poeți, Editura Culturală Forum, Cluj-Napoca (1998)
- Cei 85 epigramiști clujeni, Antologie, Editura Mesagerul, Cluj-Napoca (1999)
- Clipa cea repede..., Almanah, Editura Viața Medicală Românească, București (1999)
- Dicționar de poeți – Clujul Contemporan, Editura Atlas-Clusium, Cluj-Napoca (1999)
- O antologie a epigramei românești actuale, Editura Clusium, Cluj-Napoca (1999)
- O istorie veselă a medicinii clujene, Editura Casa Cărții de Știință, Cluj-Napoca (1999)
- Poezia pădurii – Antologie, Editura Orion,București (1999)
- Culegătorii de rouă – Microantologie a haiku-ului românesc, Editura Haiku, București (2000)
- Pe masa de lucru, Editura Motiv, Cluj-Napoca (2000)
- Hohote la gura...poantei, Antologie, Editura Casa Cărții de Știință, Cluj-Napoca (2000)
- Epigrame medicale românești, Editura Casa Cărții de Știință, Cluj-Napoca (2000)
- Școala Medicală Clujeană (vol. I și II), Editura Casa Cărții de Știință Cluj-Napoca, (2000) și (2001)
- Clujeni ai secolului XX (personalități), Editura Casa Cărții de Știință, Cluj-Napoca (2000)
- Mi-e inima o epigramă, Editura Napoca Star, Cluj-Napoca (2002)
- Pași în iarba ninsă, Antologie, Editura Remus, Cluj-Napoca (2001)
- Dicționarul Medicilor Scriitori din România, Editura Viața Medicală Românească, București (2001)
- Clipa cea repede, Antologie, Editura Viața Medicală Românească, București, (1993-2001)
- Aurora, Editura Cogito, Oradea (2001)
- Șoaptele muzelor, Antologie, Orizont Literar, Amurg Sentimental, București (2001)
- Poezia părinților noștri (vol. I), Antologie, Editura Renașterea, Cluj-Napoca (2002)
- Almanahul oamenilor de afaceri, Editura Tipolitera, Cluj-Napoca (2002)
- Repertoarul cenaclurilor literare din județul Cluj, Agenția de publicitate Unu, Cluj-Napoca (2002)
- Pulbere Stelară, Antologie, Editura Napoca Star, Cluj-Napoca (2002)
- Din arhivele unui cenaclu, Antologie', Editura Casa Cărții de Știință, Cluj-Napoca (2002)
- Aromă de nea, Microantologie de Haiku, Ion Găbudean, Editura Ardealul Târgu-Mureș (2003)
- Ore de tăcere, volum comentat de haiku, Ioan Găbudean, Editura Ardealul Târgu-Mureș, (2003)
- Personalități române și faptele lor 1950 – 2000 vol. V, Dicționar, Constantin Toni Dârțu, Editura Pan Europe, Iași (2003)

## Afilieri
- Președinte al Cenaclului Literar „Victor Papilian”, al cadrelor medicale din Cluj-Napoca
- Membru al „Societății Medicilor Scriitori și Publiciști din România”
- Membru al „Asociației de prietenie Ungaro-Române” cu sediul în Pecs.
- Membru al „Uniunii Scriitorilor din România” filiala Cluj.
- Membru fondator al „Fundației culturale Mihai Eminescu”, Cluj-Napoca
- Membru al „Despărțământului Clujean al Astrei”

## Premii pentru literatură și artă
- Festival Național de poezie „Astăzi lumea ne cunoaște”, Cluj-Napoca, (1976)
- Festival Național de poezie „Noi fii tăi de sânge și de crez”, Cluj-Napoca (1980)
- Festival Național de poezie „Istorie lumină adevăr”, Cluj-Napoca (1980)
- Festivalul Național de Poezie „TUDOR ARGHEZI”, Gorj (1982)
- Festivalul Național de Poezie „OCTAVIAN GOGA”, Ciucea, (1982) și (1986)
- Festivalul Național de Poezie, „OMAGIU PATRIEI”, (1988) (premiul I)Cluj-Napoca
- Diploma Primăriei Municipiului Cluj-Napoca pentru „CONTRIBUȚII REMARCABILE ÎN DOMENIUL CREAȚIEI LITERARE”(1998)
- Premiul „Uniunii Scriitorilor, Filiala Cluj”, pentru volumul „PE SCARA UNUI GÂND”, Editura Gloria, Cluj-Napoca (2000)